# Alwalkeria
Alwalkeria là một chi khủng long, được Chatterjee & Creisler mô tả khoa học năm 1994.